# 존 플램스티드

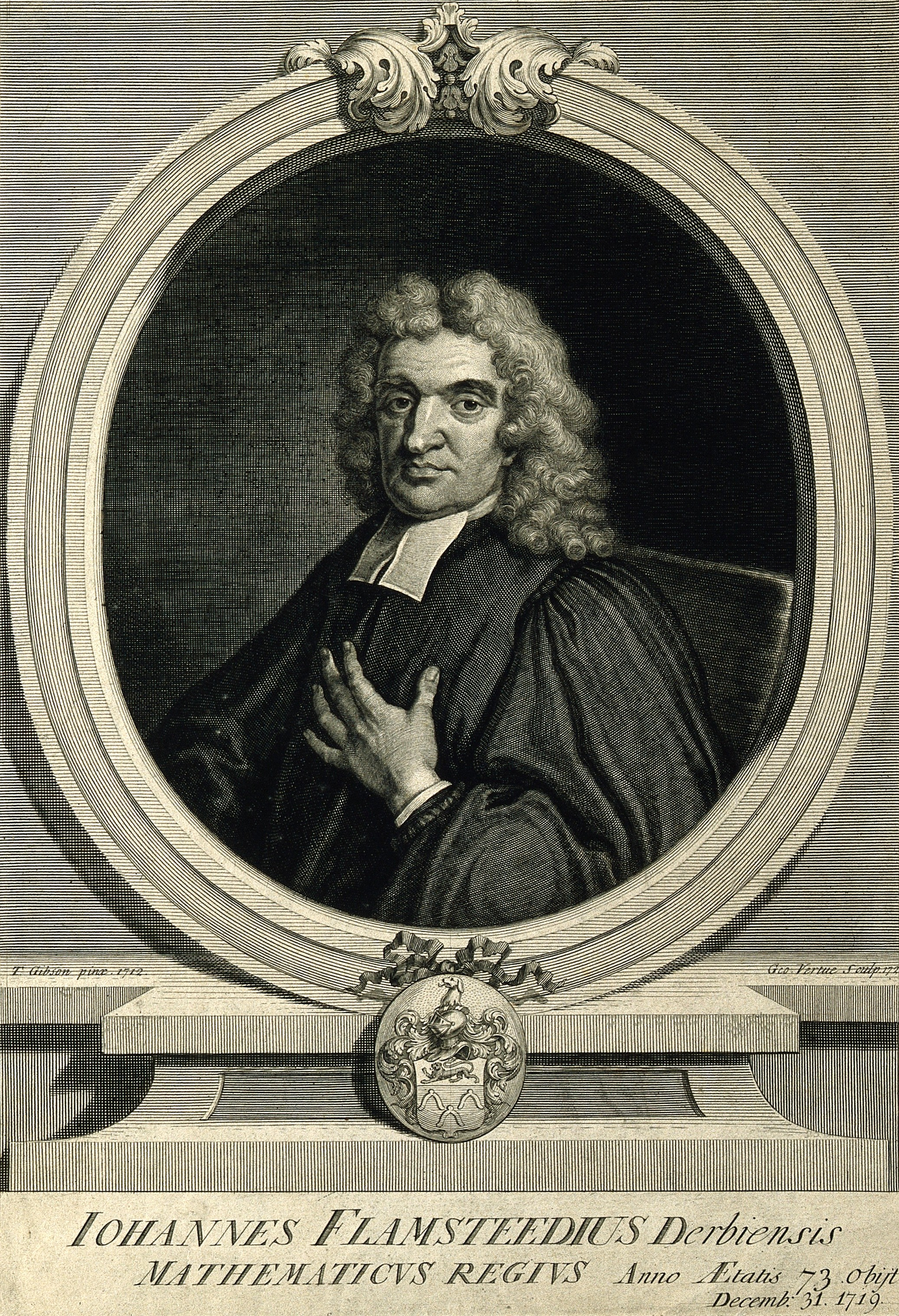
존 플램스티드

존 플램스티드(John Flamsteed, 1646년 8월 19일 ~ 1719년 12월 31일)는 영국의 천문학자이다. 플램스티드는 1675년 3월 4일 영국 왕실의 승인을 받아 초대 왕실천문관이 되었으며, 그리니치 언덕에 세워진 왕립 그리니치 천문대의 천문대장으로 임명되었다. 3,000개 이상의 별을 수록한 목록을 완성하였다.

## 생애
영국 더비셔 주의 작은 마을 덴비에서 스티븐 플램스티드와 그의 첫 아내 메리 스파드먼의 아들로 태어났다. 더비의 한 학교에서 1662년 5월까지 라틴어와 역사를 공부하였다.:3-4
더비의 교장으로부터 추천을 받아 케임브리지 대학교의 지저스 대학에 진학할 수 있었으나, 만성적인 건강 문제로 몇 년간 진학을 미루었다. 집에 머무르며 아버지의 사업을 도왔고, 이 때 산술과 분수 계산법 등을 배우고 수학과 천문학에 호기심을 보인다. 1662년 7월에는 13세기의 천문학자 요하네스 데 사크로보스코의 저서 《천구론》(De sphaera mundi)를 읽고 크게 감명받았는 사실을 그의 일기로부터 알 수 있다. 1662년 9월 12일에는 생애 처음으로 부분 일식을 관측하였다. 1663년 초에는 Thomas Fale의 저서 《The Art of Dialling》를 읽고 해시계에 관심가지게 되었다. 1663년 여름에는 Wingate의 Canon, William Oughtred의 Canon 등 대포에 관한 서적들, 다시 시계에 관한 Thomas Stirrup의 Art of Dialling을 읽었다. 또한 Thomas Street의 《Astronomia Carolina》, 이른바 '천체의 운동에 관한 새로운 이론'을 공부하였다. 천문학에 관심가진 지역 유지들과 폭넓게 사귀었는데, 지역 유지들의 서제를 드나든 결과 제러마이아 호록스의 천문표를 수록한 서적들을 접할 수도 있었고 아이작 뉴턴 역시 그러했듯 호록스의 저작에서 크게 영향을 받았다.:8–11 훗날 그가 달의 위치를 계산할 때 호록스의 이론을 개선하여 자신이 개발한 독자적인 방법을 사용한 것을 생각해보면 이는 중요한 접점이라고 할 수 있다.
19세가 되던 1665년 10월 Mathematical Essays라는 제목의 첫 번째 논문을 작성하였는데, 천문관측용 사분의를 설계하고 제작, 사용하는 방법과 더비 지역에서의 그 관측 결과를 다루고 있다.:11
플램스티드는 1670년 9월에야 케임브리지 대학교를 방문하여 지저스 대학에 등록하였다. 캐임브리지에 주로 거주하지는 않았지만 1674년에는 뉴턴의 루카스 석좌강의를 듣기 위해 두 달간 그곳에 머물렀던 것으로 보인다.:11
사재로 임명되어 플램스티드는 더비셔에서 생활을 꾸리려고 하고 있을 때 조너스 무어(Jonas Moore)가 그를 런던으로 초대하였다. 무어는 찰스 2세가 어린 시절에 가정교사 노릇을 했고 당시에는 국방 목적으로 무기, 총기, 지도 등을 관리하던 법률담당관이었다. 그는 최근에 왕립학회에 새로운 천문대를 건설하기 위한 자금을 요청 중이었고, 왕립학회는 당시 제기되던 경도를 결정하는 문제를 해결하기 위해 천문대의 건설이 필요하다는 사실을 오랫동안 찰스 2세에게 간청했다. 그 요청은 국왕의 관심을 끌지 못했다. 그런데 찰스 2세는 프랑스의 브리타니에서 온 포츠머스 공작부인 루이즈 드 크로알레(Louise de Kérouaille, Duchess of Portsmouth)를 애인으로 사귀고 있었고, 그녀는 자기가 아는 르시에 드 생 피에르(Le Sieur de St. Pierre)라는 아마추어 천문학자가 달의 위치로부터 경도를 알아낼 수 있다고 주장하였다. 국왕은 그녀의 말에 따라 1674년 12월 왕립위원회에 생 피에르의 주장을 조사하도록 명령했고, 그동안 무어의 그간의 계획은 선수를 빼았긴 셈이다. 왕립위원회는 크리스토퍼 렌, 로버트 훅, 윌리엄 브롱커, 사무엘 모랜드, 존 펠, Seth Ward, Silius Titus로 구성되어 있었다.
당시 플램스티드는 1675년 2월 2일 런던에 도착하여 무어와 함께 런던탑에서 지내고 있었다. 플램스티드가 천문 관측 경력이 있음을 알아본 위원회의 Titus 덕분에 그는 왕을 알현하게 되었다. 플램스티드는 왕립위원회의 요구로 공식 증인으로 출석하였고, 생 피에르의 주장을 검증할 목적으로 실제 관측자료들을 제시하였다. 플램스티드의 질문으로 생 피에르의 형편없는 천문학 지식이 그대로 드러났다.:57 플램스티드가 제공한 정보에 근거하여 작성된 왕립위원회의 보고서의 결론은 크게 세 가지다. 첫째, 생 피에르의 주장은 일고의 가치도 없으며, 둘째, 경도를 측정하는 간단한 방법은 아직 없고, 셋째, 왕은 더 정확한 천문지도를 작성하고, 또 경도 측정에 요구되는 정밀도로 달의 움직임을 기록할 수 있도록 천문대를 설립할지 검토하여 그 적임자를 천문대장에 임명하여야 한다는 것이다.
국왕의 대신이었던 조너스 무어는 수학과 천문학을 좋아하기도 하여 젊은 플램스티드를 알게 된 후 그의 후원자가 되었다. 무어의 강력한 지원으로 1675년 3월 4일 28세의 플램스티드는 최초의 왕실천문관, 당시 명칭으로 왕실 천문대장(The King's Astronomical Observator)으로 임명되었다. 봉급은 1년에 100파운드였다. 1675년 6월 22일 찰스 2세는 '완벽한 항해와 천문학을 위해 특정위치의 경도를 찾기 위한 목적으로' 왕립천문대 건설을 약속하고, 천문대를 세울 장소로 그리니치의 왕실영지와 520파운드의 건설비용을 댄다.:58 찰스 2세는 천문학자들이 거주할 집과 다소 화려한 천문대를 설계하는 임무를 크리스토퍼 렌에게 위임했다. 1675년 8월 10일 시공식에서 플램스티드가 초석을 놓았다.
1676년 2월 왕립학회의 회원 자격을 얻었고, 그 해 7월 완공된 천문대로 살림을 옮겨 1684년까지 그곳에서 지냈다.

## 같이 보기
- 분류:플램스티드 천체